# Anna Mons
Anna Mons, též Anna Ivanovna Mons de la Croix (rusky Анна Ивановна Монс, 26. ledna 1672 - 15. srpna 1714, Moskva) byla milenka ruského cara Petra Velikého.

## Život
Anna Mons byla dcerou vestfálského obchodníka s vínem Johanna Monse. Jejími sourozenci byli Willem Mons a Matrjona, provdaná za Fjodora Balka, generálmajora a rižského guvernéra.
V letech 1692 až 1703 byla carovou milenkou, nakonec však upadla do nemilosti.
V roce 1711 se provdala za Georga Johanna Barona Keyserlingka.